# Tim Grohmann
Tim Grohmann, född den 27 december 1988 i Dresden i Tyskland, är en tysk roddare.
Han tog OS-guld i scullerfyra i samband med de olympiska roddtävlingarna 2012 i London.